# 望月峯太郎
望月 峯太郎（もちづき みねたろう、1964年1月29日 - ）は、日本の漫画家。神奈川県横浜市出身。男性。『東京怪童』以降、ペンネームを望月 ミネタロウと表記。

## 略歴
東京デザイナー学院卒業後、グラフィックデザインの仕事を始める。
1985年に『週刊ヤングマガジン』で、望月峯太郎としてデビュー。同年、『バタアシ金魚』を連載。
この時期はニューウェーブ作家として注目される。その作風は後の漫画家にも大きな影響を与えた。『バタアシ金魚』、『ドラゴンヘッド』、『鮫肌男と桃尻女』は映画化され、「お茶の間」はテレビドラマ化されている。

## 受賞歴
- 1997年、第21回 講談社漫画賞受賞（『ドラゴンヘッド』）
- 2000年、第4回 手塚治虫文化賞 マンガ優秀賞 受賞（『ドラゴンヘッド』）
- 2013年、 第17回文化庁メディア芸術祭マンガ部門優秀賞 受賞（『ちいさこべえ』）[1]
- 2016年、フランスBD評論家協会（ACBD）「2016ベストアジアBD」受賞（『ちいさこべ』）
- 2017年、アングレーム国際漫画祭 シリーズ賞 受賞（『ちいさこべえ』）

## 作品リスト
- あにまるたち（『別冊アニメージュ SF COMICS リュウ』1981年5月号掲載） - 短編。高校時代の投稿作。望月みねたろう名義。
- GO-GO-キリング・マシーン（『別冊アニメージュ SF COMICS リュウ』1981年6月号掲載） - 短編。高校時代の投稿作。望月みねたろう名義。
- バタアシ金魚（『週刊ヤングマガジン』、全6巻）
- バイクメ〜ン（『週刊ヤングマガジン』、全4巻）
- お茶の間（『ミスターマガジン』、全3巻） - 『バタアシ金魚』の続編に当たる。
- 座敷女（『週刊ヤングマガジン』、全1巻）
- 鮫肌男と桃尻女（『ミスターマガジン』、全1巻）
- ドラゴンヘッド（1995年 - 2000年、『週刊ヤングマガジン』、全10巻）
- ずっと先の話（短編集）
- 万祝（『週刊ヤングマガジン』、隔週連載、全11巻）
- 東京怪童（『モーニング』、隔週連載、全3巻）※連載途中より望月ミネタロウ名義。コミックスは全て望月ミネタロウ名義。
- ズベルバー（2011年、アンソロジー「青春ヤンマガ」掲載）- 短編。「ヤングマガジン創刊30周年記念本」というアンソロジーのテーマとは関係なく、高校時代の投稿作と似た趣向のSF作品。
- ちいさこべえ（2013年 - 2015年、原作：山本周五郎、『ビッグコミックスピリッツ』、全4巻）※望月ミネタロウ名義。 - 『ちいさこべ』を時代設定変更した翻案作品。
- ショート・ボム！(2018年8月出版、短編集・電子書籍、ビッグコミックスピリッツ)
- 犬ヶ島 (2018年5月初出、『モーニング』) ※ウェス・アンダーソン監督によるストップモーション・アニメーション映画のコミカライズ。
- フレデリック（話：山川直人、『ビッグコミックオリジナル』2020年2号[2] - ） - 同名の絵本からのインスパイア作品[2]。
- 没有漫画 没有人生 ノーコミック ノーライフ（『ビッグコミックオリジナル』2022年3号[3] - 2023年18号[4]、全2巻） - 初のエッセイ漫画[3]。